# Jälkarbyn
Jälkarbyn – miejscowość w Szwecji, w regionie Dalarna, w gminie Hedemora.